# Johann Christian Fischer (Komponist)

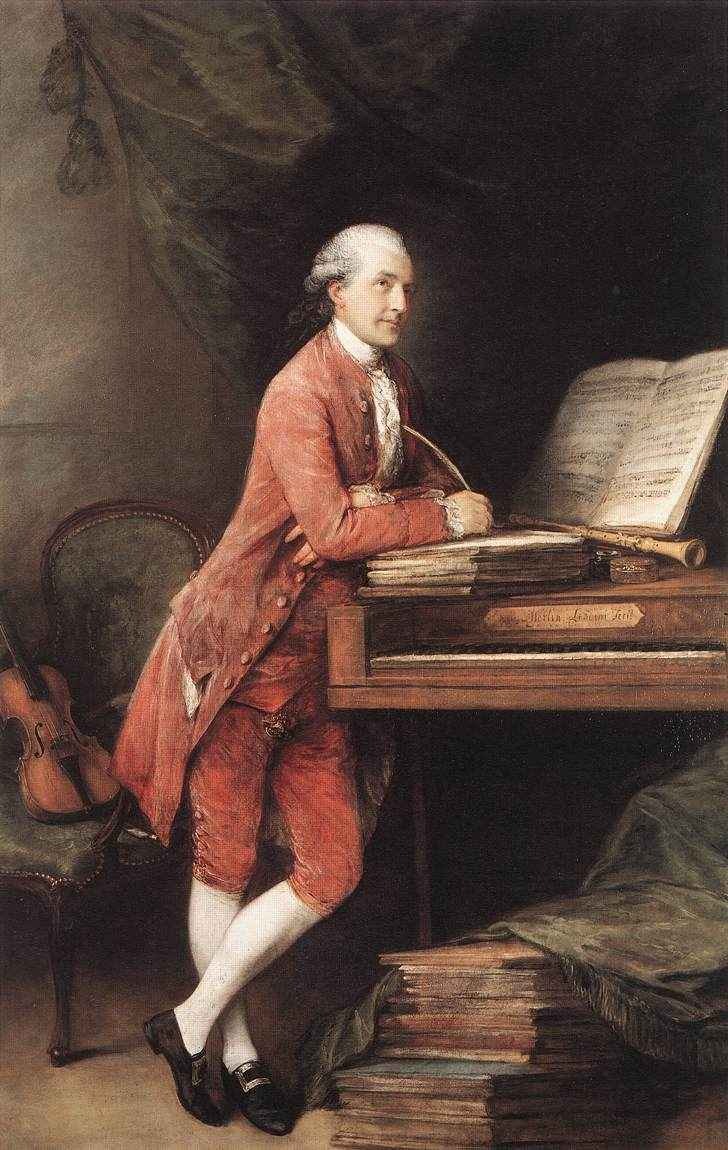
Porträt von Thomas Gainsborough, 1780 (Royal Collection)

Johann Christian Fischer (* um 1733 in Freiburg im Breisgau, anderen Quellen zufolge Conradsdorf bei Freiberg in Sachsen; † 29. April 1800 in London) war ein deutscher Komponist und Oboist.

## Leben
Die erste nachweisbare Erwähnung Johann Christian Fischers ist die Aufführung eines Oboenkonzertes in Warschau um 1757, im Beisein des polnischen Königs August III., dessen Dresdener Kapelle Fischer mit einem Gehalt von 400 Talern angehörte. 1764 studierte er in Turin bei dem Oboisten Alessandro Besozzi, um seinen Aufführungsstil zu verbessern und um die Techniken der bedeutendsten italienischen Sänger auf sein Spiel anzuwenden. In der Folgezeit weilte Fischer in Paris, wo er beim Concert spirituel auftrat, in den südlichen Niederlanden und in Mannheim, wo er den neunjährigen Wolfgang Amadeus Mozart beeindruckte. Dieser komponierte seine 12 Variationen KV 179 (189a) über ein Menuet von Johann Christian Fischer. 1767 war er als Cembalist am Berliner Hof, laut Charles Burney als Nachfolger des in Ungnade gefallenen Johann Christian Bach. Ein Jahr später kam Fischer nach London. Sein Ruf als Oboist verbreitete sich schnell, so dass er bei den meisten großen Konzertereignissen in London und anderen Städten mitwirkte. An 1774 trat er regelmäßig am Hof auf und gehörte mit Johann Christian Bach und Carl Friedrich Abel zur Kammermusik der Königin. Aus dieser Position hatte er großen Einfluss auf seine Schüler, zu denen Charles Suck, Christopher Kellner und Antonin Sallatin gehörten, auch beeinflusste er mit seiner Spieltechnik die namhaften Oboisten seiner Zeit.
1780 heiratete er die Tochter seines Freundes, des Malers Thomas Gainsborough, trotz dessen Widerstands. Die Beziehung zerbrach kurze Zeit später. Fischer konnte in London keine feste Anstellung, weder als Hofoboist, noch als königlicher Kapellmeister, erlangen. Zurück auf dem Festland gab Fischer 1786 Konzerte in Mannheim und Wien, bevor er 1790 wieder nach London zurückkehrte. Er zog sich weitgehend, mit Ausnahme weniger Konzerte, aus der Öffentlichkeit zurück. Bei einem Konzert in der königlichen Residenz erlitt er einen Schlaganfall und verstarb wenig später. In seinem letzten Willen äußerte er den Wunsch, dass sämtliche handschriftliche Kompositionen dem König überreicht werden sollen.

## Werk
Johann Christian Fischer hinterließ 10 Oboenkonzerte, 5 Konzerte für andere Instrumente, 7 Divertimenti für 2 Flöten op. 2, weitere 6 Divertimenti für 2 Flöten und zahlreiche Solowerke. Außerdem verfasste Fischer mehrere Lehrbücher für Oboe, The Compleat Tutor for the Hautboy (1770), in einer zweiten erweiterten Auflage als New and Instructions Tutor for the Hautboy (1780) und The Hotboy Preceptor (1800).